# Joely Andrews
Joely Andrews (4 gennaio 1991) è una calciatrice nordirlandese, centrocampista del Glentoran della nazionale nordirlandese.

## Carriera

### Nazionale
Andrews inizia ad essere convocata dalla Federcalcio nordirlandese dal 2018, vestendo inizialmente la maglia della formazione Under-17 impegnata nelle qualificazioni all'Europeo di Lituania 2018, marcando in quell'occasione almeno una presenza senza che la sua nazionale riuscisse a superare il primo turno. Rimasta in quota anche per le successive qualificazioni all'Europeo di Bulgaria 2019, scende nuovamente in campo in 5 dei 6 incontri disputati nelle due fasi dall'Irlanda del Nord, con la sua nazionale che viene ancora una volta eliminata alla fase preliminare di qualificazione.
Dopo aver marcato nel frattempo una sola presenza in amichevole con una rappresentativa Under-18 contro le pari età dell'Inghilterra, sempre nel 2019 viene chiamata in Under-19, scendendo in campo in due dei tre incontri della prima fase di qualificazione all'Europeo di Georgia 2020, con la sua nazionale che con 2 vittorie e una sconfitta guadagna il passaggio del turno alla fase élite ma che poi non può disputare per la decisione dell'UEFA di sospendere il torneo come misura di prevenzione al diffondersi della pandemia di COVID-19 in Europa.
Per indossare nuovamente la maglia dell'Irlanda del Nord deve attendere l'anno successivo, quando il commissario tecnico della nazionale maggiore Kenny Shiels la chiama in occasione dell'incontro con le Fær Øer del 18 settembre 2020, partita valida per le qualificazioni, gruppo C, all'Europeo di Inghilterra 2020, rilevando al 73' Nadene Caldwell. In seguito la convoca più volte sia in amichevoli che in incontri ufficiali, per poi decidere, dopo aver conquistato il primo storico accesso a un campionato europeo femminile da parte della Federcalcio nordirlandese, di inserirla nella rosa definitiva delle 23 calciatrici in partenza per EURO 2022 annunciata il 27 giugno 2022. In quell'occasione Andrews scende in campo in uno solo dei tre incontri disputati dalla sua nazionale prima dell'eliminazione, rilevando Rachel Furness negli ultimi minuti della sconfitta per 2-0 con l'Austria nella seconda delle partite del gruppo A.
Nel frattempo Andrews disputa anche le qualificazioni, nel gruppo D della zona UEFA, al Mondiale di Australia e Nuova Zelanda 2023, siglando la sua prima rete l'8 aprile 2022, l'unica nordirlandese nell'incontro perso 3-1 con l'Austria.

## Palmarès

### Club
- Campionato nordirlandese: 1

Glentoran: 2021
- Coppa dell'Irlanda del Nord femminile: 1

Glentoran: 2021